# Seley (Insel)
Seley ist eine flache Felseninsel vor den Ostfjorden Islands.
Sie liegt etwa 4 km vor dem Nordufer des Reyðarfjörðurs. Auch wenn der Name übersetzt Hütteninsel lautet, gab es dort keine festen Häuser. Man fuhr auf die Insel zum Fang vom Grönlandhai, Heilbutt oder Rochen (Skata/Kæst skata). Die Ruinen der Fischerhütten gibt es auf Seley noch. Auf der Insel brüteten viele Eiderenten. Im Jahr 1956 wurde ein Leuchtturm errichtet und 1996 kam eine unbemannte Wetterbeobachtungsstation dazu. Die Insel gehört zu dem Hof Hólmar auf Hólmanes, der Landzunge zwischen Reyðarfjörður und Eskifjörður.
Nördlich von Seley liegt die kleine Insel Hólmur  und südlich die Schären Eyjarsker, Miðsker und Setusker. 